# Johann Georg Poppe (Architekt, 1769)

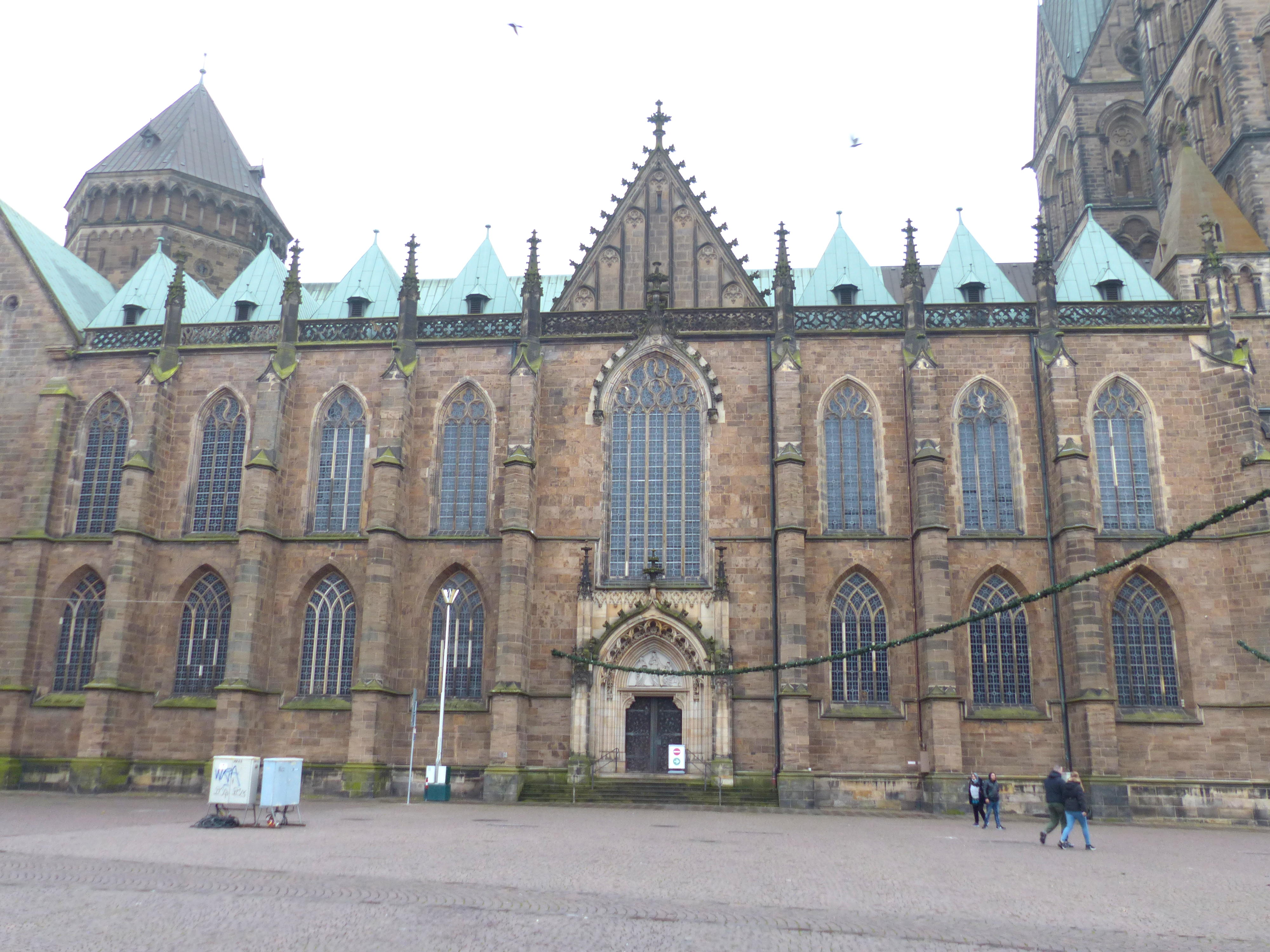
Nordfassade des Bremer Doms: Laibungen und Maßwerk der oberen Fenster ab 1818 von Johann Georg Poppe, Portal und Dachgestaltung ab 1888 von Max Salzmann

Johann Georg Poppe (* 1769 in Bremen; † 12. Oktober 1826 ebenda) war städtischer Bau- und Zimmermeister in Bremen. Er war ein Sohn des Zimmermanns und Ratsbaumeisters Christoph Poppe (1740–1825) und seiner Frau Maria Adelheid Becker(s) (1749–1826).
Ab 1817 wirkte er maßgeblich an der Renovierung der Nordfassade des Bremer Doms mit, von der das heutige Maßwerk der oberen Seitenschiffsfenster stammt. Seine dabei vorgelegten Entwürfe zeigen, dass er nicht nur Arbeiten ausführte, sondern auch als Architekt tätig war.